# WesternGeco
WesternGeco est une filiale de Geco-Prakla, une division de Schlumberger, la plus grande entreprise de services para-pétroliers au monde.
WesternGeco fait partie du groupe Schlumberger depuis 2000. Cette société de recherche pétrolière est spécialiste en données sismiques et en calculs numériques des poches pétrolifères, pour pouvoir aider ses clients à trouver au plus vite du pétrole et à maximiser leurs extractions par tous moyens techniques adaptés. . 
La connaissance des grands champs pétrolifères et les capacités de calcul et d'images de synthèse de la société permettent d'évaluer toutes les données périphériques disponibles, transmises par les clients ou trouvées par la société elle-même, de façon fidèle à la réalité.  